# Franz Marx (Ringer)
Franz Marx (* 20. Januar 1963 in Innsbruck) ist ein österreichischer Ringer.
Zusammen mit Anton Marchl war er einer der österreichische Ringer, der sich letztmals für die Olympischen Spiele in Barcelona 1992 qualifizierte.

## Erfolge
Er holte mehrfach den österreichischen Meistertitel und konnte zweimal bei Olympischen Sommerspielen teilnehmen. Zu den größten Erfolgen gehören die Junioren-WM-Gold Medaille in Colorado Springs und die Bronzemedaille bei der Ringer-WM 1981 in Oslo.
Im Jahre 2002 wurde er im Rahmen der Sportlerehrung der Stadt Innsbruck als einer der Sportler, die bei Welt- oder Europameisterschaften, im Welt- oder Europacup einen der ersten drei Plätze belegen konnten oder Staatsmeister wurden, geehrt.
Er ist Mitglied beim AC Hötting.